# Bichelsee-Balterswil
Bichelsee-Balterswil is een gemeente en plaats in het Zwitserse kanton Thurgau, en maakt deel uit van het district Münchwilen.
Bichelsee-Balterswil telt 2457 inwoners.